# Чигаєв Георгій Олександрович
Георгій Олександрович Чигаєв (*19 жовтня 1983, Одеса) — український боксер-любитель, Заслужений майстер спорту, 10-разовий чемпіон України. Чемпіон Європи з боксу 2008 року у ваговій категорії до 51 кг. Брав участь у Олімпійських іграх 2008 року.
Освіта вища, закінчив Одеський національний політехнічний університет, одружений.

## Аматорська кар'єра
- 2000-го року став бронзовим призером молодіжного чемпіонату світу.
- На чемпіонаті світу 2003 програв у першому бою.
- На кваліфікаційному чемпіонаті Європи 2004 програв у другому бою Сергію Казакову (Росія) і не потрапив на Олімпійські ігри 2004.
- На чемпіонаті світу 2005 програв у першому бою Роші Воррену (США).
- На чемпіонаті Єропи 2006 програв у першому бою Давиду Айрапетяну (Росія).
- На чемпіонаті світу 2007 переміг Джейхана Абієва (Азербайджан) і Лукаша Мащика (Польща), а у чвертьфіналі програв Нордіну Убаалі (Франція).
- На Олімпійських іграх 2008 переміг Давида Айрапетяна (Росія) і програв Ямп'єру Ернандесу (Куба).
- На чемпіонаті Європи 2008 став чемпіоном.
  - В 1/8 фіналу переміг Дереніка Гіжларяна (Вірменія) — 13-3
  - У чвертьфіналі переміг Франгсіско Торріхоса (Іспанія) — 8-0
  - У півфіналі переміг Муміна Велі (Македонія) — 8-4
  - У фіналі переміг Саломо Н'Туве (Швеція) — 5-0
- На чемпіонаті світу 2009 програв в першому бою Едуарду Абзалімову (Росія).
- На чемпіонаті Європи 2010 завоював срібну медаль.
  - В 1/8 фіналу переміг Давида Берна (Угорщина) — 7-1
  - У чвертьфіналі переміг Саломо Н'Туве (Швеція) — 4-1
  - У півфіналі переміг Ендрю Селбі (Уельс) — 5-0
  - У фіналі програв Едуарду Абзалімову (Росія) — 0-5
- На чемпіонаті Європи 2011 переміг Ненада Димитрієвича (Сербія) і програв Олександру Ришкану (Молдова).
- На чемпіонаті світу 2011 переміг Ендрю Молоні (Австралія) і програв Роші Воррену (США).

### Регіональні досягнення
- Чемпіон України: 2004, 2005, 2006, 2007, 2009, 2010, 2011